# راي هاميلتون (لاعب كرة قدم أمريكية)
راي هاميلتون (بالإنجليزية: Ray Hamilton) هو لاعب كرة قدم أمريكية أمريكي، ولد في 21 يناير 1916 في شيريدان في الولايات المتحدة، وتوفي في 13 فبراير 1995.

## وصلات خارجية
- راي هاميلتون على موقع مرجع كرة القدم المحترفة.كوم (الإنجليزية)